# Smoke & Mirrors
Smoke & mirrors es el quinto álbum de estudio de la banda originaria de California, Lifehouse. El álbum fue lanzado el 2 de marzo de 2010.
Existe una versión del álbum Deluxe edition que fue lanzada con dos discos.
Smoke & mirrors debutó en el puesto n.º 6 en los Billboard 200 vendiendo 54.000 copias en su primera semana de lanzamiento. En julio de 2010 la banda había vendido más de 150.000 copias en los E.U.A.
Los sencillos que salieron de este quinto álbum fueron los temas "Halfway gone" y "All in".
Lista de canciones:
- 1 All in
- 2 Nerve damage
- 3 Had enough (featuring Chris Daughtry)
- 4 Halfway gone
- 5 It is what it is
- 6 From where you are
- 7 Smoke & mirrors
- 8 Falling in
- 9 Wrecking ball
- 10 Here tomorrow, gone today
- 11 By your side
- 12 In your skin